# Campionat d'Europa de natació de 2012
El XXXI Campionat d'Europa de Natació es va celebrar a Debrecen (Hongria) entre el 21 i el 27 de maig de 2012 sota l'organització de la Lliga Europea de Natació (LEN) i la Federació Hongaresa de Natació. Les competicions es van celebrar al Complex de Natació de Debrecen.
Les proves de salts i natació sincronitzada es van disputar per separat, a la ciutat d'Eindhoven (Països Baixos) del 15 al 27 de maig, a les instal·lacions de l'Estadi de Natació Pieter van den Hoogenband.

## Resultats de natació
Els resultats de la competició foren els següents:

### Masculí
| Prova                   | Or                                                                                       | Plata                                                                                     | Bronze                                                                                         |
| ----------------------- | ---------------------------------------------------------------------------------------- | ----------------------------------------------------------------------------------------- | ---------------------------------------------------------------------------------------------- |
| 50 m lliure             | Frédérick Bousquet · França · 21,80                                                      | Stefan Nystrand · Suècia · 22,04                                                          | Andri Govorov · Ucraïna · 22,18                                                                |
| 100 m lliure            | Filippo Magnini · Itàlia · 48,77                                                         | Alain Bernard · França · 48,95                                                            | Norbert Trandafir · Romania · 49,13                                                            |
| 200 m lliure            | Paul Biedermann · Alemanya · 1:46,27                                                     | Amaury Leveaux · França · 1:47,69                                                         | Dominik Kozma · Hongria · 1:47,72                                                              |
| 400 m lliure            | Paul Biedermann · Alemanya · 3:47,84                                                     | Gergő Kis · Hongria · 3:48,09                                                             | Samuel Pizzetti · Itàlia · 3:48,66                                                             |
| 800 m lliure            | Gergő Kis · Hongria · 7:49,46                                                            | Gregorio Paltrinieri · Itàlia · 7:52,23                                                   | Sergi Frolov · Ucraïna · 7:52,81                                                               |
| 1500 m lliure           | Gregorio Paltrinieri · Itàlia · 14:48,92                                                 | Gergő Kis · Hongria · 14:58,15                                                            | Gergely Gyurta · Hongria · 15:04,38                                                            |
| 50 m esquena            | Jonatan Kopelev · Israel · 24,73                                                         | Mirco di Tora · Itàlia · 24,95                                                            | Dorian Gandin · França · Guy Barnea · Hongria · Richárd Bohus · Israel · 25,14                 |
| 100 m esquena           | Aristeides Grigoriadis · Grècia · 53,86                                                  | Helge Meeuw · Alemanya · 54,06                                                            | Yakob Yan Toumarkin · Israel · 54,14                                                           |
| 200 m esquena           | Radosław Kawęcki · Polònia · 1:55,28                                                     | Péter Bernek · Hongria · 1:55,88                                                          | Yakob Yan Toumarkin · Israel · 1:57,35                                                         |
| 50 m braça              | Damir Dugonjič · Eslovènia · 27,32                                                       | Fabio Scozzoli · Itàlia · 27,49                                                           | Panagiotis Samilidis · Grècia · 27,64                                                          |
| 100 m braça             | Fabio Scozzoli · Itàlia · 1:00,55                                                        | Valeri Dymo · Ucraïna · 1:00,68                                                           | Mattia Pesce · Itàlia · 1:00,93                                                                |
| 200 m braça             | Dániel Gyurta · Hongria · 2:08,60                                                        | Marco Koch · Alemanya · 2:09,26                                                           | Panagiotis Samilidis · Grècia · 2:09,72                                                        |
| 50 m papallona          | Rafael Muñoz Pérez · Espanya · 23,16                                                     | Frédérick Bousquet · França · 23,30                                                       | Yauhen Tsurkin · Belarús · 23,37                                                               |
| 100 m papallona         | Milorad Čavić · Sèrbia · 51,45                                                           | László Cseh · Hongria · 51,77                                                             | Matteo Rivolta · Itàlia · 52,40                                                                |
| 200 m papallona         | László Cseh · Hongria · 1:54,95                                                          | Bence Biczó · Hongria · 1:55,85                                                           | Ioannis Drymonakos · Grècia · 1:56,48                                                          |
| 200 m quatre estils     | László Cseh · Hongria · 1:56,66                                                          | James Goddard · Regne Unit · 1:57,84                                                      | Markus Rogan · Àustria · 1:59,39                                                               |
| 400 m quatre estils     | László Cseh · Hongria · 4:12,17                                                          | Dávid Verrasztó · Hongria · 4:14,23                                                       | Ioannis Drymonakos · Grècia · 4:14,41                                                          |
| 4 × 100 m lliure        | França · Amaury Leveaux · Alain Bernard · Frédérick Bousquet · Jérémy Stravius · 3:13,55 | Itàlia · Andrea Rolla · Marco Orsi · Michele Santucci · Filippo Magnini · 3:14,71         | Rússia · Vitali Syrnikov · Oleg Tijobayev · Nikita Konovalov · Viacheslav Andrusenko · 3:15,13 |
| 4 × 200 m lliure        | Alemanya · Paul Biedermann · Dimitri Colupaev · Clemens Rapp · Tim Wallburger · 7:09,17  | Itàlia · Gianluca Maglia · Riccardo Maestri · Samuel Pizzetti · Filippo Magnini · 7:13,10 | Hongria · Dominik Kozma · Gergő Kis · Péter Bernek · László Cseh · 7:13,60                     |
| 4 × 100 m quatre estils | Itàlia · Mirco di Tora · Fabio Scozzoli · Matteo Rivolta · Filippo Magnini · 3:32,80     | Alemanya · Helge Meeuw · Christian von Lehm · Steffen Deibler · Marco Di Cali · 3:34,41   | Hongria · Péter Bernek · Dániel Gyurta · László Cseh · Dominik Kozma · 3:34,57                 |

### Femení
| Prova                   | Or                                                                                    | Plata                                                                                      | Bronze                                                                                       |
| ----------------------- | ------------------------------------------------------------------------------------- | ------------------------------------------------------------------------------------------ | -------------------------------------------------------------------------------------------- |
| 50 m lliure             | Britta Steffen · Alemanya · 24,37                                                     | Hinkelien Schreuder · Països Baixos · 24,78                                                | Nery-Mantey Niangkouara · Grècia · 24,93                                                     |
| 100 m lliure            | Sarah Sjöström · Suècia · 53,61                                                       | Britta Steffen · Alemanya · 53,15                                                          | Daniela Schreiber · Alemanya · 53,41                                                         |
| 200 m lliure            | Federica Pellegrini · Itàlia · 1:56,76                                                | Silke Lippok · Alemanya · 1:58,19                                                          | Ophélie Cyrielle-Etienne · França · 1:58,23                                                  |
| 400 m lliure            | Coralie Balmy · França · 4:05,31                                                      | Mireia Belmonte García · Espanya · 4:05,45                                                 | Ophélie Cyrielle-Etienne · França · 4:07,47                                                  |
| 800 m lliure            | Boglárka Kapás · Hongria · 8:26,49                                                    | Coralie Balmy · França · 8:27,79                                                           | Éva Risztov · Hongria · 8:27,87                                                              |
| 1500 m lliure           | Mireia Belmonte García · Espanya · 16:05,34                                           | Éva Risztov · Hongria · 16:10,04                                                           | Erika Villaécija García · Espanya · 16:15,85                                                 |
| 50 m esquena            | Mercedes Peris Minguet · Espanya · 28,25                                              | Arianna Barbieri · Itàlia · Sanja Jovanović · Croàcia · 28,31                              |                                                                                              |
| 100 m esquena           | Jenny Mensing · Alemanya · 1:00,08                                                    | Arianna Barbieri · Itàlia · 1:00,54                                                        | Simona Baumrtová · Txèquia · 1:00,57                                                         |
| 200 m esquena           | Alexianne Castel · França · 2:08,41                                                   | Jenny Mensing · Alemanya · 2:09,55                                                         | Duane da Rocha · Espanya · 2:09,56                                                           |
| 50 m braça              | Petra Chocová · Txèquia · 31,25                                                       | Sycerika McMahon · Irlanda · 31,27                                                         | Caroline Ruhnau · Alemanya · 31,35                                                           |
| 100 m braça             | Sarah Poewe · Alemanya · 1:07,33                                                      | Jennie Johansson · Suècia · 1:07,85                                                        | Marina García Urzainqui · Espanya · 1:07,91                                                  |
| 200 m braça             | Sara Nordestam · Noruega · 2:26,91                                                    | Irina Novikova · Rússia · 2:27,25                                                          | Sarah Poewe · Alemanya · 2:27,80                                                             |
| 50 m papallona          | Sarah Sjöström · Suècia · 25,64                                                       | Triin Aljand · Estònia · 25,92                                                             | Ingvild Snildal · Noruega · 26,16                                                            |
| 100 m papallona         | Ingvild Snildal · Noruega · 58,04                                                     | Martina Granström · Suècia · 58,07                                                         | Amit Ivri · Israel · 58,78                                                                   |
| 200 m papallona         | Katinka Hosszú · Hongria · 2:07,28                                                    | Zsuzsanna Jakabos · Hongria · 2:07,86                                                      | Martina Granström · Suècia · 2:08,22                                                         |
| 200 m quatre estils     | Katinka Hosszú · Hongria · 2:10,84                                                    | Sophie Allen · Regne Unit · 2:11,49                                                        | Evelyn Verrasztó · Hongria · 2:11,63                                                         |
| 400 m quatre estils     | Katinka Hosszú · Hongria · 4:33,76                                                    | Zsuzsanna Jakabos · Hongria · 4:35,68                                                      | Barbora Závadová · Txèquia · 4:38,07                                                         |
| 4 × 100 m lliure        | Alemanya · Britta Steffen · Silke Lippok · Lisa Vitting · Daniela Schreiber · 3:37,98 | Suècia · Ida Marko-Varga · Michelle Coleman · Sarah Sjöström · Gabrilla Fagundez · 3:38,40 | Itàlia · Alice Mizzau · Federica Pellegrini · Erica Buratto · Erika Ferraioli · 3:39,84      |
| 4 × 200 m lliure        | Itàlia · Alice Mizzau · Alice Nesti · Diletta Carli · Federica Pellegrini · 7:52,90   | Hongria · Zsuzsanna Jakabos · Evelyn Verrasztó · Ágnes Mutina · Katinka Hosszú · 7:54,70   | Eslovènia · Sara Isaković · Anja Klinar · Urša Bežan · Mojca Sagmeister · 7:59,73            |
| 4 × 100 m quatre estils | Alemanya · Jenny Mensing · Sarah Poewe · Alexandra Wenk · Britta Steffen · 3:58,43    | Itàlia · Arianna Barbieri · Chiara Boggiatto · Ilaria Bianchi · Alice Mizzau · 4:01,92     | Suècia · Therese Svendsen · Joline Höstman · Martina Granström · Nathalie Lindborg · 4:05,58 |

### Medaller
| Pos. | País          | Or | Plata | Bronze | Total |
| 1    | Hongria       | 9  | 10    | 7      | 26    |
| 2    | Alemanya      | 8  | 6     | 3      | 17    |
| 3    | Itàlia        | 6  | 8     | 4      | 18    |
| 4    | França        | 4  | 4     | 3      | 11    |
| 5    | Espanya       | 3  | 1     | 3      | 7     |
| 6    | Suècia        | 2  | 4     | 2      | 8     |
| 7    | Noruega       | 2  | 0     | 1      | 3     |
| 8    | Grècia        | 1  | 0     | 5      | 6     |
| 9    | Israel        | 1  | 0     | 4      | 5     |
| 10   | Txèquia       | 1  | 0     | 2      | 3     |
| 11   | Eslovènia     | 1  | 0     | 1      | 2     |
| 12   | Polònia       | 1  | 0     | 0      | 1     |
| 12   | Sèrbia        | 1  | 0     | 0      | 1     |
| 14   | Regne Unit    | 0  | 2     | 0      | 2     |
| 15   | Ucraïna       | 0  | 1     | 2      | 3     |
| 16   | Rússia        | 0  | 1     | 1      | 2     |
| 17   | Croàcia       | 0  | 1     | 0      | 1     |
| 17   | Estònia       | 0  | 1     | 0      | 1     |
| 17   | Irlanda       | 0  | 1     | 0      | 1     |
| 17   | Països Baixos | 0  | 1     | 0      | 1     |
| 21   | Àustria       | 0  | 0     | 1      | 1     |
| 21   | Belarús       | 0  | 0     | 1      | 1     |
| 21   | Romania       | 0  | 0     | 1      | 1     |
|      | TOTAL         | 40 | 41    | 41     | 122   |